# Коцеж-Рихвалдзький
Коцеж-Рихвалдзький (пол. Kocierz Rychwałdzki) — село в Польщі, у гміні Ленкавиця Живецького повіту Сілезького воєводства.
Населення — 281 особа (2011).
У 1975-1998 роках село належало до Бельського воєводства.

## Демографія
Демографічна структура станом на 31 березня 2011 року:
|          | Загалом | Допрацездатний вік | Працездатний вік | Постпрацездатний вік |
| -------- | ------- | ------------------ | ---------------- | -------------------- |
| Чоловіки | 149     | 33                 | 103              | 13                   |
| Жінки    | 132     | 27                 | 69               | 36                   |
| Разом    | 281     | 60                 | 172              | 49                   |